# Преца
Преца (итал. Prezza) је насеље у Италији у округу Л'Аквила, региону Абруцо.
Према процени из 2011. у насељу је живело 683 становника. Насеље се налази на надморској висини од 523 м.

## Становништво
Према резултатима пописа становништва 2011. у општини је живело 1.015 становника.
| 1931. | 1936. | 1951. | 1961. | 1971. | 1981. | 1991. | 2001. | 2011. |
| ----- | ----- | ----- | ----- | ----- | ----- | ----- | ----- | ----- |
| 2.717 | 2.721 | 2.620 | 2.018 | 1.378 | 1.249 | 1.231 | 1.092 | 1.015 |